# كالبر
كالبر (بالإنجليزية: Kalber)‏ هي قرية تقع في قسم نغور الريفي (مقاطعة تشابهار) في إيران. يقدر عدد سكانها بـ 1,085 نسمة .